# Boston Celtics 1991-1992
La stagione 1991-92 dei Boston Celtics fu la 46ª nella NBA per la franchigia.
I Boston Celtics vinsero la Atlantic Division della Eastern Conference con un record di 51-31. Nei play-off vinsero il primo turno con gli Indiana Pacers (3-0), perdendo poi la semifinale di conference con i Cleveland Cavaliers (4-3).

## Roster
| N°   | Naz.                   | Ruolo | Sportivo         | Anno | Alt. | Peso |
| ---- | ---------------------- | ----- | ---------------- | ---- | ---- | ---- |
| 00   | Stati Uniti (bandiera) | C     | Robert Parish    | 1953 | 213  | 104  |
| 4    | Stati Uniti (bandiera) | GA    | Larry Robinson   | 1968 | 191  | 82   |
| 5    | Stati Uniti (bandiera) | G     | John Bagley      | 1960 | 183  | 84   |
| 7    | Stati Uniti (bandiera) | G     | Dee Brown        | 1968 | 185  | 73   |
| 8    | Stati Uniti (bandiera) | A     | Kenny Battle     | 1964 | 198  | 95   |
| 11   | Jugoslavia (bandiera)  | C     | Stojko Vranković | 1964 | 218  | 118  |
| 12   | Stati Uniti (bandiera) | G     | Kevin Pritchard  | 1967 | 191  | 82   |
| 13   | Stati Uniti (bandiera) | G     | Rickey Green     | 1954 | 183  | 77   |
| 20-4 | Stati Uniti (bandiera) | G     | Sherman Douglas  | 1966 | 183  | 82   |
| 20   | Stati Uniti (bandiera) | G     | Brian Shaw       | 1966 | 198  | 86   |
| 32   | Stati Uniti (bandiera) | AC    | Kevin McHale     | 1957 | 208  | 95   |
| 33   | Stati Uniti (bandiera) | A     | Larry Bird       | 1956 | 206  | 100  |
| 34   | Stati Uniti (bandiera) | GA    | Kevin Gamble     | 1965 | 196  | 95   |
| 35   | Stati Uniti (bandiera) | GA    | Reggie Lewis     | 1965 | 201  | 88   |
| 41   | Stati Uniti (bandiera) | A     | Tony Massenburg  | 1967 | 206  | 100  |
| 44   | Canada (bandiera)      | GA    | Rick Fox         | 1969 | 201  | 104  |
| 53   | Stati Uniti (bandiera) | C     | Joe Kleine       | 1962 | 211  | 116  |
| 54   | Stati Uniti (bandiera) | A     | Ed Pinckney      | 1963 | 206  | 88   |

## Staff tecnico
- Allenatore: Chris Ford
- Vice-allenatori: Don Casey, Jon Jennings
- Preparatore atletico: Ed Lacerte